# Baía Husvik

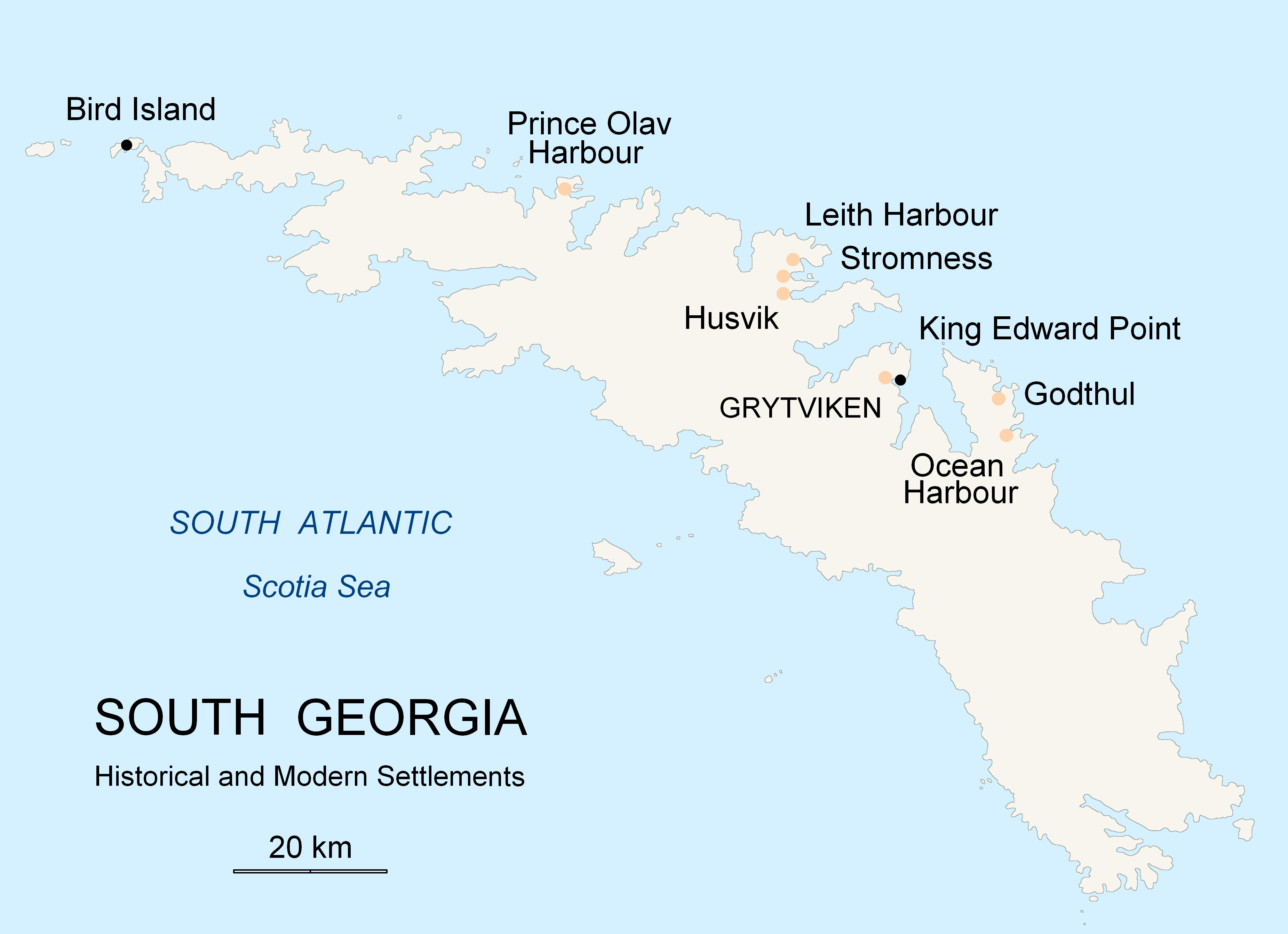
Baía Husvik no lado norte da Geórgia do Sul à esquerda de Stromness.

A Baía Husvik é uma baía situada na costa norte da ilha Geórgia do Sul.